# くっすん大黒
『くっすん大黒』（くっすんだいこく）は、町田康の処女小説である。

## 概要
同書は、1996年に雑誌「文學界」に発表され、翌年の1997年に「河原のアパラ」とともに単行本として出版された町田康にとっての初めての小説。
同作品は、第116回芥川龍之介賞にノミネートされた他、第7回Bunkamuraドゥマゴ文学賞や第19回野間文芸新人賞を受賞している。

## あらすじ
3年前に働くのが嫌になり、仕事を辞めて毎日酒を飲んで放浪する自堕落な生活を送っていたため、妻に家を出て行かれた主人公の楠は、それらの理由を全て自分の家にあった不気味な金属の大黒のせいにし、その大黒を捨てる旅に出る。